# Томас Мертон
Томас Мертон OCSO (англ. Thomas Merton; 31 січня, 1915, муніципалітет Прад, французькі Східні Піренеї, — 10 грудня, 1968, Бангкок) — американський католицький монах-траппіст (цистерціанець), богослов, містик, автор понад сімдесяти книг, зокрема й поетичних. Кожна з його книг сповнена глибокою вірою в Бога.

## Життєпис
Народився в сім'ї художників-протестантів, рано втратив маму, незабаром і батька.
За першою професією — журналіст, без інтересу до релігії. У результаті духовних пошуків прийшов до католицизму, незабаром після цього вирішив стати монахом. З часом став значним католицьким письменником XX століття, популяризатором католицизму.
Познайомився з багатьма діячами і духовними досвідами різних релігій, засвоїв техніки буддійської медитації Японії, Шрі-Ланки і Тибету. Будучи викладачем, виховував у своїх учнях глибоку повагу і зацікавленість духовною спадщиною Сходу. В 1959 році Мертон почав спілкуватися з відомим популяризатором дзен-буддизму, Дайсецу Судзукі. Результатом цього діалогу стала книга Мертона «Zen and the Birds of Appetite» («Дзен і голодні птахи»), яка сьогодні є одним з класичних творів у галузі християнсько-буддистського діалогу, та книга Судзукі «Містицизм — християнський та буддистський», у якій іде мова про спільне підґрунтя між вченням домініканця Майстра Екгарта та досвідом дзен-медитації.
У своєму прагненні до міжрелігійного діалогу та спроб поєднати християнське споглядання із східними медитативними практиками Мертон став джерелом натхнення для багатьох інших представників католицького чернецтва. Один з них — англійський бенедиктинець о. Джон Мейн OSB з абатства Ілінг, який у 1976 р. проводить медитативні реколекції в абатстві Діви Марії Гефсиманської (Кентуккі, США), ченцем якого був Мертон, та після цього починає розвивати міжнародну спільноту християнської медитації. Мертон вважається одним з засновників межрелігійного діалогу та руху християнської споглядальної обнови.
Далай-лама сказав після знайомства з Т. Мертоном 1968 року:
«Я вражений духовністю, яку побачив у людині, що сповідує християнство… Саме Мертон відкрив мені справжній зміст слова „християнин“».

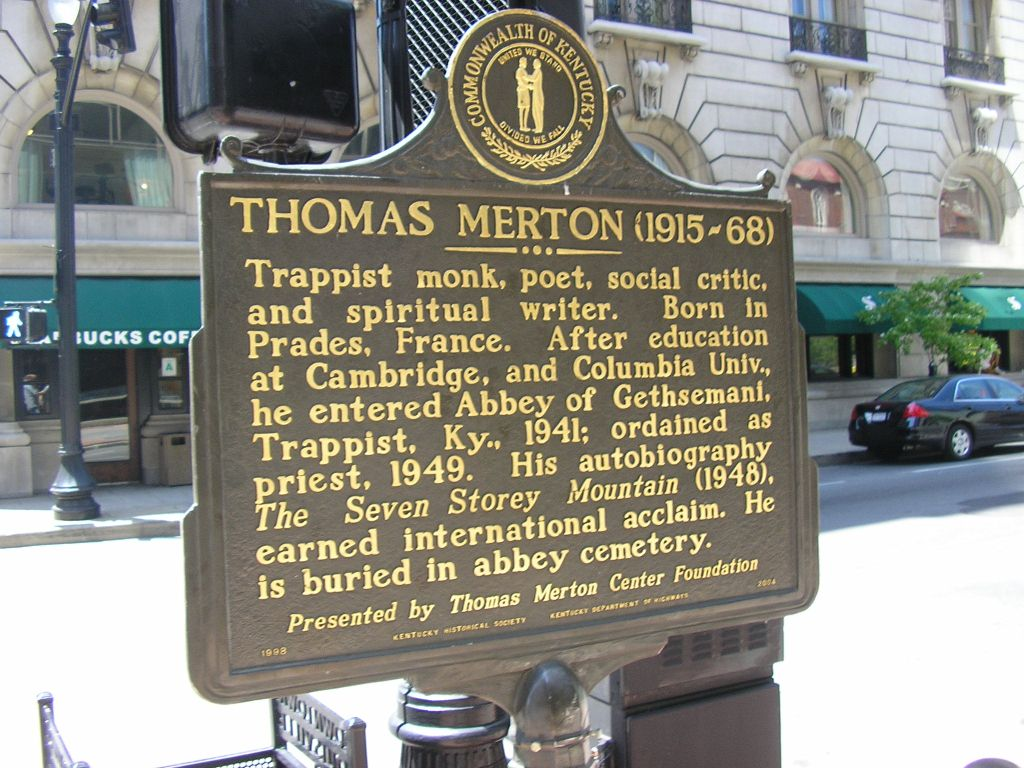
Marker commemorating Merton in Downtown Louisville

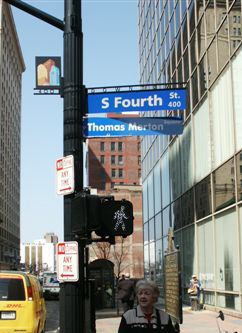
«Thomas Merton Square» and Marker in Downtown Louisville

## Коротка хронологія життя та праці
31 січня 1915 року в Франції у подружжя художників-протестантів — новозеландця Оуена Мертона і американки Руфі Дженкінс — народився син Томас. 1916 року сім'я Мертонів переїжджає до США, де Томас більш-менш постійно живе в діда з бабусею в Дугластоні. 1921 року Руф Дженкінс помирає від раку. В 1922 році Томас з батьком виїжджає на Бермуди, а 1925 року вони переїжджають до Франції.
Впродовж 1926—1932 років Томас учиться в ліцеях і приватних школах Франції й Англії. 1932 року Оуен Мертон помирає від пухлини мозку.
У 1933 році Томас мандрує Італією, проводить літо в США, восени починає вчитися в Кембриджі (французька та італійська мови й література). 1934 року за наполяганням опікуна та родичів покидає Кембридж і переїжджає до США. 1935 року поступає в Колумбійський університет, де 1938 року закінчує навчання зі ступенем бакалавра та поступає в аспірантуру Колумбійського університету. Вчиться і працює над дисертацією з англійської літератури.
1938 року хрещений в католицизмі. У 1940—1941 роках викладає англійську мову й літературу в Коледжі святого Бонавентури. 1941 року поступає послушником у Гетсиманський монастир католицького Ордену траппістів у штаті Кентукі. 1944 року склав прості монаші обітниці. Видана перша книга віршів «Тридцять поем». 1947 року Томас Мертон склав постійні монаші обітниці. 1948 року видана автобіографія Мертона «Семиярусна гора»; успіх перевершує всі очікування — книга стає бестселером.
1949 року рукопокладений у священники. Упродовж 1951—1955 років — наставник схоластиків (монахів, що готуються до прийняття священничого сану). В 1955—1965 роках працював наставником новиків. У 1965—1968 роках отримує дозвіл на відлюдництво: живе на території монастиря в окремому будинку.
10 грудня 1968 року — Томас Мертон (в монашестві — отець Луї) гине в Бангкокському готелі (від удару струмом від несправного вентилятора) в Таїланді, куди він приїхав для участі в конференції азійських бенедиктинців та цистерціанців.

## Твори
- 1944 — «Тридцять поем».
- 1947 — «Зерна контемпляції», «Вода Силое».
- 1948 — «Семиярусна гора»
- 1951 — «Сходження до істини».
- 1953 — «Знак Йони».
- 1955 — «Людина — не окремий острів».
- 1957 — «Безмовне життя».
- 1958 — «Думки на самоті».
- 1960 — «Спірні питання».
- 1961 — «Нова людина».
- 1962 — «Нові зерна контемпляції» (друге доповнене видання «Зерен контемпляції»)
- 1964 — «Насіння руйнування».
- 1965 — «Ганді про непротивлення». «Шлях Чжуаня Цзи».
- 1967 — «Містики й дзенські наставники».
- 1968 — «Монаший ставок», «Віра й насилля», «Дзен і птахи апетиту».

## Основні цінності
У своїх щоденниках Томас Мертон писав: 
«На світі є три речі, за які я не переставатиму дякувати Богові: дар віри в Христа, моє монашество та покликання писати і ділитися досвідом з іншими».

## Протестна діяльність
Будучи впливовим католицьким публіцистом, викликав невдоволення американської влади після протестів проти агресії США у В'єтнамі. Йому було заборонено публікувати статті в пресі, і він організував самвидав у монастирі.